# DeWolff
DeWolff é uma banda de rock psicodélico que surgiu na província holandesa de Limburgo. A banda foi fundada em 2007, em Geleen, sendo composta por Pablo de Poel, seu irmão Luka van de Poel e Robin Piso.

## História
Em 2008, lançaram o EP DeWolff. Apesar de muito jovens na época (Robin com 18, Pablo com 17, e Luka com 14), o som do trio já era bem maduro, no melhor estilo rock psicodélico setentista, regado a muito hammond, destaque para a faixa “The Thrills That Come Along With the Landing of a Flying Saucer”. Com esse EP, adquiram um bom sucesso no universo do rock holandês, conseguindo, em dezembro do mesmo ano, seu primeiro grande show em Paradiso, Amsterdã. No ano seguinte, o trio lançou seu primeiro álbum, denominado “Strange Fruits and Undiscovered Plants”, que foi seguido por uma turnê pela Holanda e Alemanha. Em pouco tempo, Dewolff já era considerada uma das grandes bandas holandesas, com shows energéticos e longas jam sessions. Em 2010, a banda tocou para 10 mil pessoas no festival “Pinkpop”, o mais antigo festival da Europa. No fim deste ano, o trio gravou seu segundo álbum: “Orchards/Lupine”. Segundo a própria banda, este disco mostra um grande desenvolvimento em relação ao anterior, misturando psicodelia, folk, southern rock, doom e até mesmo jazz. O disco foi lançado em janeiro de 2011; e imediatamente alcançou a 11ª posição nos charts da Holanda, o que foi considerado um grande sucesso para uma jovem banda de rock com sonoridade setentista nos dias de hoje. Na tour que se seguiu, o trio tocou para 15 mil pessoas no Festival Sziget, na Hungria; e para 30 mil pessoas no festival holandês Lawlands. O terceiro disco de estúdio, “DeWolff IV”, veio no ano seguinte. A turnê deste, a maior da banda até então, passou por países como França, Alemanha, Suíça, Itália e até Austrália. Seu mais recente álbum, "Grand Southern Electric", foi lançado em 2 de maio de 2014; e gravado nos Estados Unidos. Desde 2015, a banda tem sua própria gravadora, chamada Electrosaurus Records.

## Discografia
- DeWolff (EP 2008) (2008)
- Strange Fruits and Undiscovered Plants (2009)
- Orchards/Lupine (2011)
- DeWolff IV (2012)
- Grand Southern Electric (2014)
- Roux-Ga-Roux (2016)
- Thrust (Album) (2018)
- Tascam Tapes (2020)

## Integrantes
- Pablo van de Poel - guitarra e vocal (2007 - presente)
- Robin Piso - hammond organ e vocal (2007 - presente)
- Luka van de Poel - bateria (2007 - presente)